# NGC 6460
NGC 6460 est une galaxie spirale relativement éloignée et située dans la constellation d'Hercule. Sa vitesse par rapport au fond diffus cosmologique est de 3 275 ± 5 km/s, ce qui correspond à une distance de Hubble de 48,3 ± 3,4 Mpc (∼158 millions d'al). NGC 6460 a été découverte par l'astronome allemand Albert Marth en 1864.
NGC 6458 et NGC 6460 forment une paire physique de galaxies.

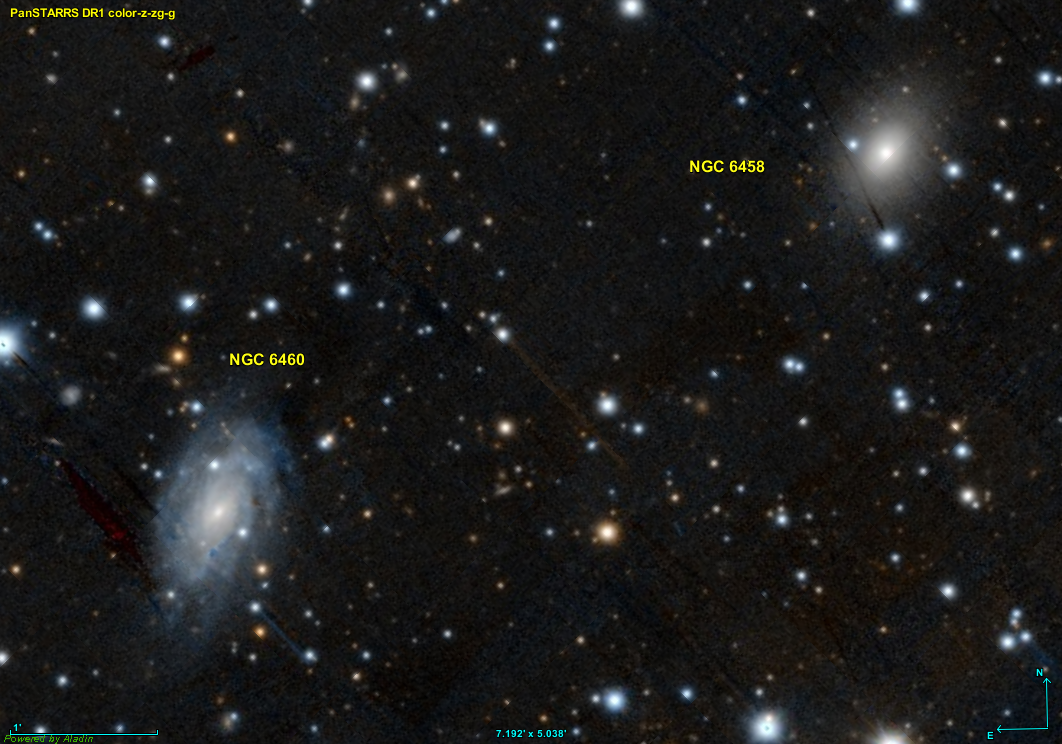
La paire de galaxies NGC 6458 et NGC 6460.

À ce jour, une douzaine de mesures non basées sur le décalage vers le rouge (redshift) donnent une distance de 53,017 ± 11,962 Mpc (∼173 millions d'al), ce qui est à l'intérieur des valeurs de la distance de Hubble.